# 9508 Titurel
9508 Titurel eller 3395 T-3 är en asteroid i huvudbältet som upptäcktes den 16 oktober 1977 av den nederländsk-amerikanske astronomen Tom Gehrels och det nederländska astronomparet Ingrid van Houten-Groeneveld och Cornelis Johannes van Houten vid Palomarobservatoriet. Den är uppkallad efter karaktären Titurel, i operan Parsifal av Richard Wagner.
Asteroiden har en diameter på ungefär 4 kilometer.